# Lead (Dacota do Sul)
Lead é uma cidade localizada no estado norte-americano de Dacota do Sul, no Condado de Lawrence.

## Demografia
Segundo o censo norte-americano de 2000, a sua população era de 3027 habitantes.
Em 2006, foi estimada uma população de 2860, um decréscimo de 167 (-5.5%).

## Geografia
De acordo com o United States Census Bureau tem uma área de
5,2 km², dos quais 5,2 km² cobertos por terra e 0,0 km² cobertos por água. Lead localiza-se a aproximadamente 1705 m acima do nível do mar.

## Localidades na vizinhança
O diagrama seguinte representa as localidades num raio de 20 km ao redor de Lead.